# Lezina zarudnyi
Lezina zarudnyi is een rechtvleugelig insect uit de familie Gryllacrididae. De wetenschappelijke naam van deze soort is voor het eerst geldig gepubliceerd in 1902 door Adelung.